# Vila urbană de pe str. Maria Cebotari, 5 (Chișinău)
Vila urbană de pe str. Maria Cebotari, 5 este o clădire amplasată pe str. Maria Cebotari, 5 în Chișinău, Republica Moldova. Este un monument arhitectural și de artă de importanță națională inclus în Registrul monumentelor Republicii Moldova ocrotite de stat cu nr. 358 (municipiul Chișinău). Datează din sec. XIX.